# لينكولن بروستر
لينكولن بروستر (بالإنجليزية: Lincoln Brewster)‏ هو عازف قيثارة وكاتب أغاني أمريكي، ولد في 30 يوليو 1971 في فيربانكس في الولايات المتحدة.

## وصلات خارجية
- الموقع الرسمي
- لينكولن بروستر على موقع ميوزك برينز (الإنجليزية)
- لينكولن بروستر على موقع أول ميوزيك (الإنجليزية)
- لينكولن بروستر على موقع ديسكوغز (الإنجليزية)